# فونیکس تکنالوجیز
فونیکس تکنالوجیز (انگلیسی: Phoenix Technologies) شرکت نرم‌افزار آمریکایی است، که در سال ۱۹۷۹ تأسیس شد.